# Bazylika Najświętszego Serca Pana Jezusa w Trzebini
Bazylika Najświętszego Serca Pana Jezusa oraz Sanktuarium Matki Bożej Fatimskiej – rzymskokatolicki kościół parafialny w Trzebini, w powiecie chrzanowskim, w województwie małopolskim. Mieści się przy ulicy Bartosza Głowackiego 3.

## Historia
W 1901 roku księża Salwatorianie założyli w Trzebini nową wspólnotę – pierwszą placówkę tego zgromadzenia na ziemiach polskich. W 1910 roku został poświęcony kamień węgielny pod budowę kościoła, zaprojektowanego w stylu neogotyckim przez Jana Sas–Zubrzyckiego.
Według projektu Sas–Zubrzyckiego świątynia miała być trójnawową bazyliką z transeptem i zamkniętym wielobocznie prezbiterium. Po prawej stronie prezbiterium artysta zaplanował trzyprzęsłową kaplicę zamkniętą wielobocznie, po stronie lewej pomieszczenia zakrystii. W projekcie transept jest dwukrotnie szerszy niż nawa główna, palmowe sklepienie wspiera się na słupach, na ścianach zewnętrznych transeptu znajdują się apsydy z narożnymi półkolistymi aneksami.

Zaprojektowany przez Sasa–Zubrzyckiego kościół miał dwie wieże różnej wysokości. Wyższa wieża z zegarem i trójkątnymi szczytami posiadała ponadto trójdzielne okno, a na dachu wysoką iglicę. Niższa wieża po stronie prawej miała ośmiokątny dach z czworokątnymi daszkami w narożach. Ściana fasady między wieżami była zwieńczona ozdobnym, schodkowym szczytem, znajdowało się tu także okno z rozetą.

Projekt ten nie został w całości zrealizowany. Budowa została przerwana przez wybuch I wojny światowej.
Prace budowlane podjęto ponownie w 1954 roku zmieniając projekt (przebudowano prezbiterium, dobudowano nową, jedną wieżę, na dachu umieszczono sygnaturkę, przed wejściem wybudowano portyk z niewielkim tarasem na daszku, oparty na słupach). Pracami związanymi z projektowaniem i budową dalszej części kościoła oraz wystrojem wnętrza kierowali: Zygmunt Gawlik (zaprojektował nową wieżę świątyni), Kazimierz Kądziołka, Jan Gotwald i Antoni Ślusarczyk. Ukończenie budowy nastąpiło w 1961 roku. W dalszym ciągu (do 1980 roku) trwały prace wykończeniowe. 
W 1962 roku Salwatorianie sprowadzili z Fatimy figurę Matki Bożej Fatimskiej. W 1967 roku figura została przeniesiona do specjalnie przygotowanej kaplicy, a w 1997 roku została uroczyście ukoronowana koronami papieskimi, podnosząc też świątynię do rangi Sanktuarium Matki Bożej Fatimskiej (pierwsze nocne czuwanie fatimskie odbyło się 47 lat wcześniej 13 maja 1950 roku). 10 czerwca 1983 roku ks. kard. Franciszek Macharski dokonał konsekracji kościoła.
W świątyni znajdują się barwne witraże oraz organy o 35 głosach. 
31 stycznia 2013 roku Kongregacja Kultu Bożego i Dyscypliny Sakramentów nadała świątyni tytuł bazyliki mniejszej. Ogłoszeniu tytułu 14 września tego roku przewodniczył Stanisław Dziwisz.

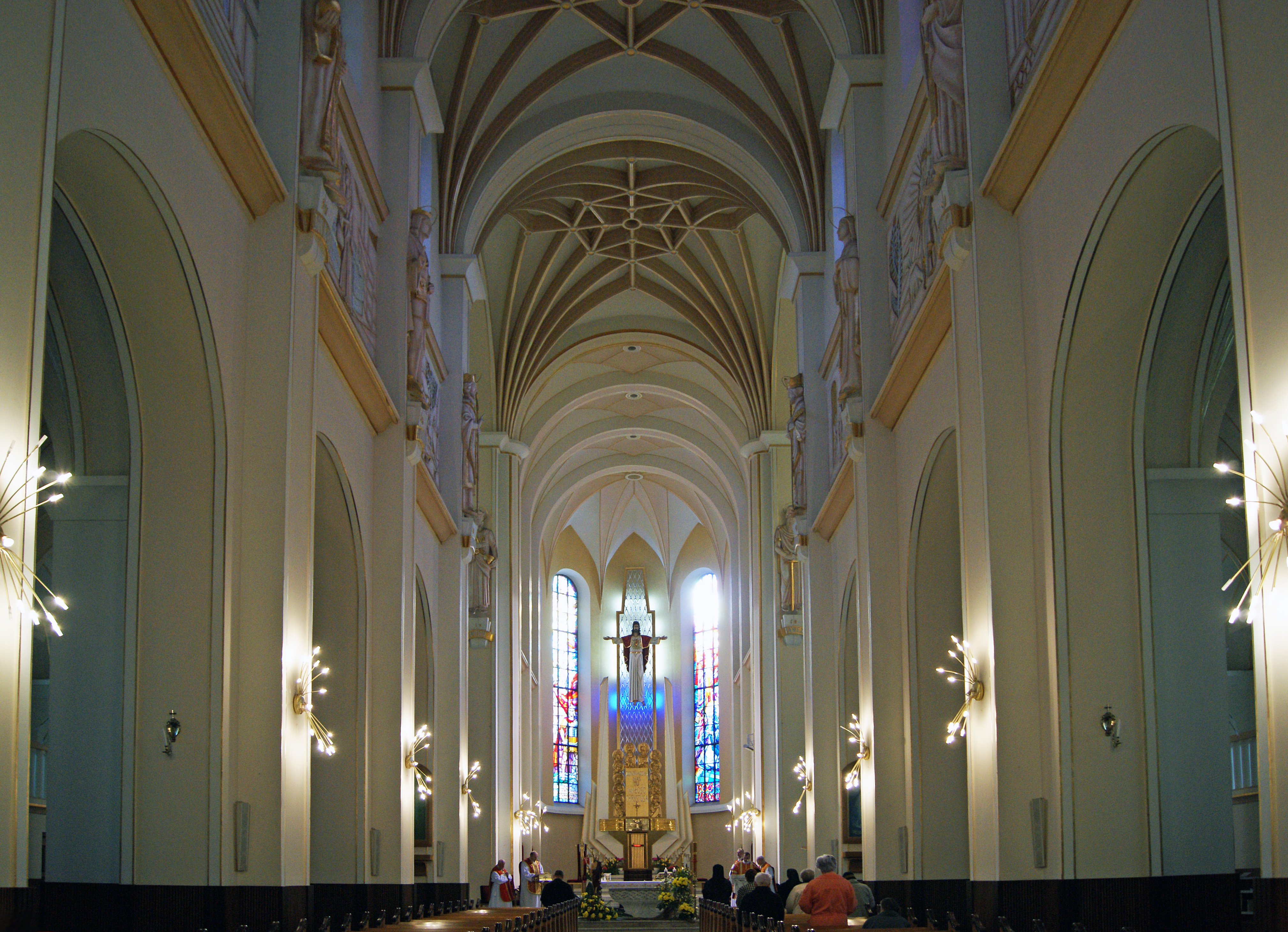
Wnętrze kościoła